# Guardians of the Galaxy (TV-serie)
Marvel's Guardians of the Galaxy (känd som Marvel's Guardians of the Galaxy: Mission Breakout under den sista säsongen) är en amerikansk animerad tv-serie baserad på Marvel Comics superhjälteteam med samma namn. Den produceras av Marvel Animation. Serien hade premiär den 5 september 2015 på Disney XD.
Marvels Guardians of the Galaxy har samma huvudkaraktärer som filmen med samma namn, även om den inte är en del av Marvels filmuniversum.  Seth Green var den enda skådespelaren från filmen som återvände, och återtog sin röstroll som Howard the Duck.
Den tredje och sista säsongen hade premiär i mars 2018 och avslutades den 9 juni 2019.

## Handling

### Säsong 1
Guardians of the Galaxy- teamet består av Star-Lord, Gamora, Drax the Destroyer, Rocket Raccoon och Groot. Under säsong ett får Guardians tag i en artefakt som kallas Spartaxian CryptoCube, som är kopplad till Spartax-arten. Kuben innehåller en karta som leder till Cosmic Seed, ett kraftfullt vapen som kan skapa ett nytt universum. Guardians måste hitta och förstöra Cosmic Seed innan det kan användas som vapen för ondska.

### Säsong 2
Guardians of the Galaxy- teamet består av Star-Lord, Gamora, Drax the Destroyer, Rocket Raccoon och Groot. Under säsong ett får Guardians tag i en artefakt som kallas Spartaxian CryptoCube, som är kopplad till Spartax-arten. Kuben innehåller en karta som leder till Cosmic Seed, ett kraftfullt vapen som kan skapa ett nytt universum. Guardians måste hitta och förstöra Cosmic Seed innan det kan användas som vapen för ondska.
Efter Thanos nederlag får Guardians tag i en sarkofag som hittades på Thanos asteroidbas och stulits av Yondu. Denna sarkofag kläcks senare ut i Adam Warlock, som Guardians övertygar att följa sitt eget öde.
Star-Lords far J'son, Spartax kung och ledare för de Universal Believers, flyr från fängelset och använder Nova Corps hjälmar för att kontrollera Adam och förvandla honom till Magus. Väktarna bryter ut J'son ur Magus och återställer honom till det normala.

### Säsong 3: Utbrott från uppdraget
I den tredje säsongen rymmer Guardians efter att ha blivit anklagade av Collector. Phyla-Vell arbetar med Guardians för att rädda Kree- hemvärlden Hala och besegra Collector, som flyr efter att ha satt sitt skepp till självförstörelse.
Efter att ha färdats genom Svarta Vortexen upptäcker Guardians att Asgardianernas gamla fiender, Darkhawks, har ersatt Nova Prime och medlemmar av Galaktiska Rådet. Darkhawks skapas av Serpent, som planerar att återta Asgard. Med hjälp av Dragonfang-svärdet besegrar Guardians Serpent och räddar galaxen.
Säsong tre inkluderade Marvel-karaktärerna Spider-Man, Max Modell, Venom och Carnage i en crossover med tv-serien Spider-Man, och hade Stan Lee i en gästroll.

## Svensk version
INSPELNINGSTEKNIKER: ROBIN LARSSON
DIALOGÖVERSÄTTARE: LASSE KARPMYR ASP
KREATIVT ANSVARIG: MICHAEL RUDOLPH
STUDIOPRODUCENT: ANJA PAJOR
STUDIO: DUBBERMAN
| Figur                   | Röstskådespelare         |
| ----------------------- | ------------------------ |
| Star-Lord / Peter Quill | Joakim Tidermark         |
| Gamora                  | Ayla Kabaca              |
| Drax the Destroyer      | Stephan Karlsén          |
| Rocket Raccoon          | Rolf Lydahl              |
| Groot                   | Claes Ljungmark          |
| Yondu Udonta            | Claes Ljungmark          |
| Nebula                  | Mikaela Tidermark Nelson |
| Thanos                  | Adam Fietz               |
| Ronan the Accuser       | Ole Ornered              |
| Proxima Midnight        | ???                      |
| Titus                   | Adam Fietz               |
| Collector               | Mattias Knave            |
| Korath                  | Jamil Drissi             |
| Övriga röster           | Kim Sulocki              |
| Övriga röster           | Fredrik Hiller           |
| Övriga röster           | ???                      |
| Övriga röster           | Mattias Knave            |